# Узник замка Иф
«Узник замка Иф» — советско-французский трёхсерийный художественный полнометражный цветной фильм режиссёра Георгия Юнгвальд-Хилькевича, снятый в 1988 году на Одесской киностудии по мотивам романа Александра Дюма «Граф Монте-Кристо» и состоящий из трёх частей: «Аббат Фариа», «Граф Монте-Кристо» и «Аз воздам».

## Сюжет
Сюжет кинофильма во многом соответствует роману Александра Дюма, но в то же время отличается от него: удалено большинство побочных сюжетных линий, всё внимание сосредоточено непосредственно на мести графа Монте-Кристо своим обидчикам.

### Фильм первый. «Аббат Фариа»

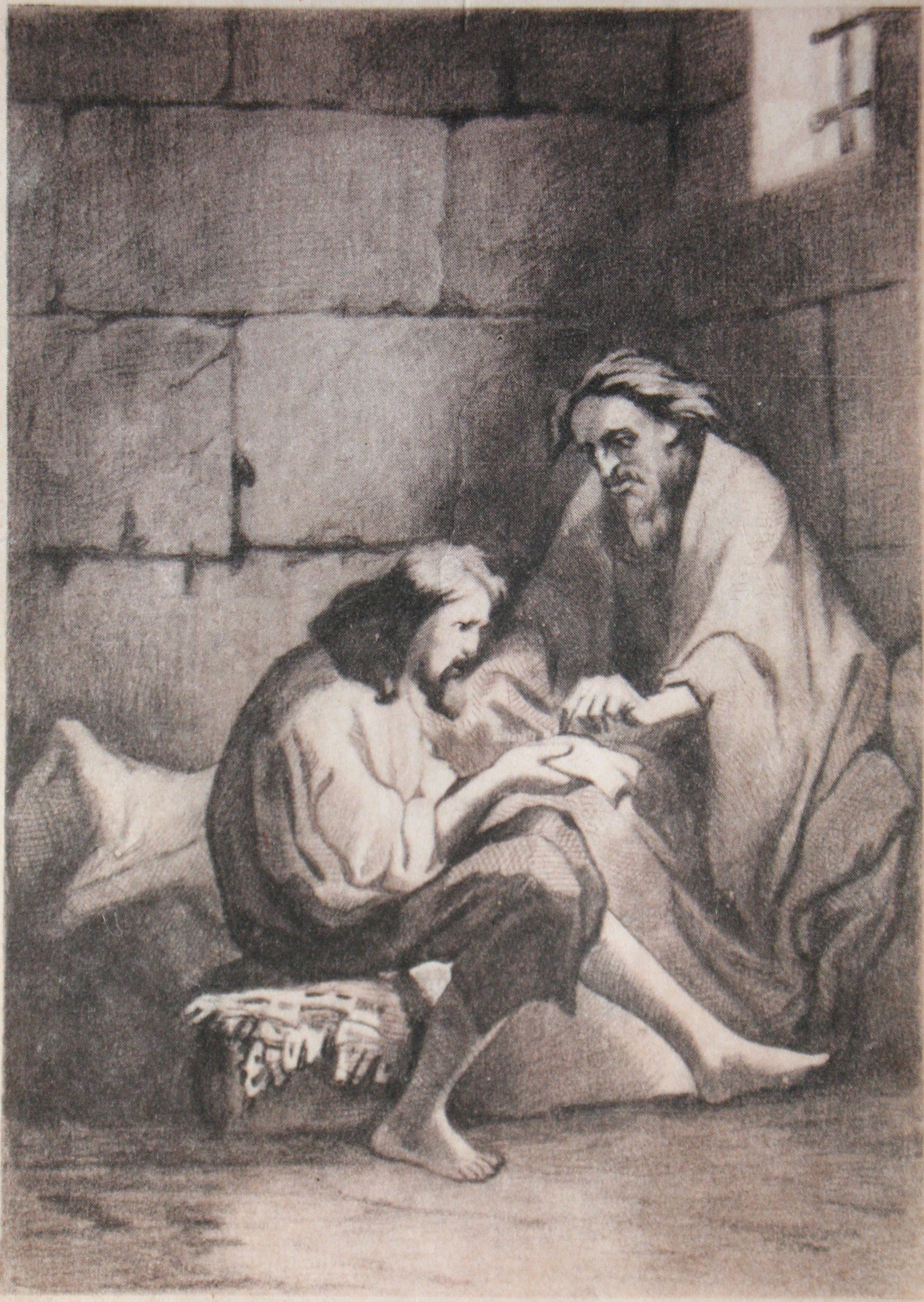

Эдмон Дантес, первый помощник капитана на корабле «Фараон», принадлежащем арматору Максимилиану Моррелю, прибыл в Марсель, где его ждали отец и невеста Мерседес. По дороге капитан «Фараона» умер, и Эдмон вступил в командование судном. На острове Эльба, куда они заходили, Эдмон, следуя указаниям капитана, получил письмо для передачи бонапартистскому комитету в Париже, но об этом не знал никто посторонний. По прибытии в Марсель Эдмон получил должность капитана «Фараона». Эдмон собирался жениться на Мерседес, но прямо во время свадьбы его арестовывают и доставляют к прокурору де Вильфору. Прокурор повёл себя доброжелательно, он даже сжёг письмо, которое Эдмон вёз в Париж. После этого Эдмона без всякого суда доставили в тюрьму на острове Иф и поместили в камеру.
В тюрьме Эдмон Дантес знакомится с аббатом Фариа, который по ошибке попадает в его камеру через проделанный им в стене потайной ход (в романе Дантес проделывает ход в камеру Фариа), и между ними завязываются дружеские отношения. Фариа, изучив воспоминания Эдмона, объясняет ему произошедшее: письмо предназначалось для отца Вильфора, известного бонапартиста, поэтому Вильфор сжёг улику, чтобы никто не узнал о связи Бонапарта с его семьёй, и «спрятал» Дантеса в тюрьме. Донос на Дантеса написал Фернан Мондего, двоюродный брат Мерседес, жаждущий жениться на ней; он сделал это под диктовку Данглара, бухгалтера «Фараона» и друга Дантеса, уязвлённого назначением Эдмона капитаном корабля.
За несколько лет совместного заключения Фариа делает Эдмона другим человеком — одухотворённым интеллектуалом, настоящим аристократом духа. Перед смертью аббат рассказывает Эдмону о несметных сокровищах, спрятанных в пещере острова Монте-Кристо в Средиземном море. Дантес бежит из тюрьмы, подменив собой в мешке мёртвого Фариа. Охранники выбрасывают мешок в море, после чего выбравшегося Дантеса подбирает проходивший мимо корабль.

### Фильм второй. «Граф Монте-Кристо»
Дантес находит несметные богатства на острове и покупает себе титул графа Монте-Кристо. Назвавшись аббатом Бузони, душеприказчиком якобы умершего в тюрьме Эдмона Дантеса, он приходит к своему бывшему соседу Кадруссу, показывает крупный бриллиант и говорит, что должен его продать и разделить деньги между друзьями Дантеса. Кадрусс заявляет, что «друзья» Дантеса не достойны его наследства, так как предали его. Рассказ Кадрусса подтверждает, что Фариа был прав: действительно, Фернан написал донос под диктовку Данглара; после исчезновения Дантеса его отец, брошенный всеми, умер от голода, оставшись без средств к существованию; Мерседес вышла замуж за Фернана (теперь графа Де Морсера) который на военной службе стал генералом, разбогател и теперь уважаемый человек и пэр Франции; Данглар также разбогател и теперь владеет банком; Вильфор стал королевским прокурором. Монте-Кристо отдаёт бриллиант Кадруссу, который продаёт его и тут же убивает купившего бриллиант ювелира. Алчная жена Кадрусса Карконта убивает мужа, и, увидев Монте-Кристо, в испуге глотает бриллиант (в романе Кадрусс умирает позже). Пытаясь спастись от возникшего в таверне пожара, Карконта прыгает в окно, и, пытаясь потушить одежду, в панике падает с обрыва. Монте-Кристо видит всё это.
В 1838 году Монте-Кристо едет в Рим, где во время карнавала спасает от разбойников Альбера де Морсера — сына графа де Морсера и Мерседес. Альбер де Морсер оказывается поразительно похожим на молодого Эдмона Дантеса; это сходство так и остаётся загадкой, ведь никакой возможности для их родства не существует. Монте-Кристо едет в Париж, где в театре находит Альбера с друзьями. В одной из лож он видит графа и графиню де Морсер — Фернана и Мерседес. Всюду сопровождающая Монте-Кристо наложница Гайде, купленная графом на Востоке, узнаёт в Фернане убийцу паши Янины Али-Тепелена и его жены Василики — своих родителей.

### Фильм третий. «Аз воздам»
Монте-Кристо жестоко мстит своим врагам, считая себя правосудием Божьим. Из-за финансовой комбинации графа и «вброшенной» им ложной политической новости Данглар делает ошибочное вложение всех наличных денег и полностью разоряется. Он попадает в плен к разбойникам, которые вытягивают из него последние деньги, вынуждая купить мясо курицы за бриллиантовые кольца.
Вильфор умирает от удара, когда убийца, которого он обвиняет в суде, рассказывает обстоятельства своего рождения и публика узнаёт, что он — внебрачный сын Вильфора и баронессы Данглар, его бывшей любовницы.
Фернан де Морсер обесчещен: Гайде является в палату пэров и предъявляет доказательства того, что Фернан предал и убил её отца, пашу Али-Тепелена и его жену Василику, сдал туркам крепость Янины, а саму Гайде продал работорговцам.
Узнав, что за раскрытием правды о его отце стоит Монте-Кристо, Альбер де Морсер вызывает графа на дуэль. Монте-Кристо принимает вызов, собираясь тем самым завершить свою месть Фернану, но перед дуэлью к нему является Мерседес и умоляет сохранить жизнь её сыну. Монте-Кристо отвечает: «Ваш сын будет жить, а мертвец вернётся в могилу» и уходит, не слушая возражений. Однако утром на месте дуэли Альбер неожиданно для всех обращается к графу, отказывается драться и приносит извинения за то, что сделал его отец. Его не останавливает то, что извинение перед барьером считается позором в глазах светского общества. Агент Фернана пытается застрелить Монте-Кристо, но слуга графа пресекает эту попытку.
Жена и сын покидают Фернана. После их отъезда Фернан видит у себя под окнами Монте-Кристо, целится в графа из пистолета, но, вглядевшись в его лицо, узнает Эдмона Дантеса. С ужасом осознав реальность, Фернан кончает жизнь самоубийством.
Тем временем в Марселе арматор Моррель, оказывается разорён: после потери кораблей его дела не поправились, отсрочки по долгам закончились, и теперь он должен быть арестован за неуплату. Не желая позора для себя и семьи, Моррель собирается застрелиться. Монте-Кристо опережает полицию: назвавшись представителем банка «Томпсон и Френч», он оплачивает все долги Морреля и дарит приданое его дочери.
Мерседес и Альбер поселяются в Марселе, в старом доме, где Мерседес жила в юности. Альбер собирается поступать на военную службу. Монте-Кристо, завершивший свою месть, вместе с юной Гайде возвращается на свой корабль. Благодарит господа за возможность снова полюбить и целует девушку.

## В ролях
- Виктор Авилов — Эдмон Дантес в зрелости, он же граф Монте-Кристо
- Евгений Дворжецкий — (две роли): Эдмон Дантес в молодости (озвучивание — Виктор Авилов) / Альбер де Морсер
- Алексей Петренко — аббат Фариа
- Анна Самохина — Мерседес Эррера
- Надира Мирзаева — Гайде (озвучивание — Наталья Щукина)
- Михаил Боярский — Фернан Мондего, граф де Морсер
- Алексей Жарков — Данглар
- Светлана Смирнова — Эрмина Данглар
- Яна Поплавская — Эжени Данглар
- Всеволод Шиловский — Гаспар Кадрусс
- Арнис Лицитис — Жерар де Вильфор (озвучивание — Алексей Инжеватов)
- Валентина Воилкова — Элоиза де Вильфор
- Юлле Синисалу — Валентина де Вильфор
- Игорь Скляр — Бендетто
- Наталья Позднякова — Карконта (в титрах — Наталья Цыганкова)
- Игорь Богодух — судовладелец Пьер Моррель
- Петерис Гаудиньш — Максимилиан Моррель (озвучивание — Андрей Градов)
- Надежда Резон — Жюли Моррель (Эрбо́)
- Сергей Шенталинский — Франц де Кенель, барон д’Эпине
- Николай Кочегаров — Бошан
- Олег Шкловский — Дебрэ
- Вячеслав Цой — Ли
- Юрий Дубровин — Батистен
- Георгий Юнгвальд-Хилькевич — Артаньяк
- Владимир Стеклов — Джакомо Бертуччо
- Евгений Платохин — Луиджи Вампа
- Александр Сластин — полицейский комиссар
- Гия Лежава — комендант Бертье (озвучивание — Алексей Булдаков)
- Владимир Портнов — ювелир
- Юрий Рудченко — тюремщик
- Виктор Павловский — служащий у Данглара

## Съёмочная группа
- Автор сценария: Марк Захаров при участии Георгия Юнгвальд-Хилькевича
- Режиссёр-постановщик: Георгий Юнгвальд-Хилькевич
- Оператор-постановщик: Феликс Гилевич
- Художник-постановщик: Наталья Иевлева
- Композитор и автор текстов песен: Александр Градский
- В фильме поют: Александр Градский, Марина Журавлёва
- Звукооператор: А. Подлесная
- Запись музыки: Владимир Виноградов
- Монтаж: И. Блогерман
- Художники по костюмам: Л. Павлова, М. Бебель
- Художники-гримёры: П. Орленко, С. Кучерявенко
- Постановщик трюков: Виталий Васильков
- Балетмейстер: В. Смирнов-Голованов
- Консультант: Ю. В. Алексеев
- Оркестр Госкино СССР
  - Дирижёр: Владимир Симкин
- Директор фильма: Л. Константиниди

## Песни, прозвучавшие в фильме
- «Песня о „сумасшедших“»
- «Песня о свободе»
- «Песня о золоте»
- «Песня о Монте-Кристо»
- «Песня о грехе»
- «Прощание» (в фильме песня звучит в двух вариантах: в исполнении Александра Градского и в исполнении Марины Журавлёвой)
- «Песня о надежде»

Исполнитель и автор песен Александр Градский
- «Риголетто» Джузеппе Верди

Исполнитель Леонард Уоррен
Также в фильме используется музыка Цезаря Пуни

## Подробности съёмок

### Кастинг
- Изначально Георгий Юнгвальд-Хилькевич и Марк Захаров писали сценарий специально под Михаила Боярского. Но, прочитав его, Боярский решил, что там ничего интересного нет, и отказался от роли графа Монте-Кристо.[2] Однако Юнгвальд-Хилькевич всё же упросил его сыграть роль Фернана. Затем на роль графа Монте-Кристо режиссёр пробовал Ивара Калныньша и Николая Караченцова.[3]

- Начиная поиск актёра на роль Монте-Кристо, режиссёр не ставил задачу отыскать аналог знакомого советскому зрителю Жана Маре. Юнгвальд-Хилькевич искал актёра, выглядевшего как «человек-топор — потерявший все чувства, кроме жажды мести». Подсказка нашлась в журнале «Театр», где текстовкой к маленькой фотографии значилось: «В Театре на Юго-Западе роль Гамлета играет непрофессиональный актёр, которого режиссёр увидел в самодеятельном коллективе и в тот же день взял к себе на все ведущие роли». Просмотр спектакля «Гамлет» окончательно убедил режиссёра в том, что граф Монте-Кристо найден.[4]

- На роль Мерседес была утверждена Ольга Кабо, но так сложились обстоятельства, что она была занята на другой картине, и сроки никаким образом не могли быть соединены. По этой причине Ольге пришлось отказаться от роли Мерседес.[5]

- На пробы на роль молодого Дантеса приглашался Дмитрий Харатьян, но он в то время сильно злоупотреблял алкоголем и дважды приходил на пробы, будучи не в форме. В результате роль сыграл Евгений Дворжецкий.[6]

- Для актрис Анны Самохиной и Надиры Мирзаевой фильм стал первым появлением на экране.[7] На роль Гайде достаточно долго не удавалось найти миниатюрную восточную женщину. Кастинг безрезультатно прошли десятки московских актрис, после чего режиссёр со своей ассистенткой (второй супругой Татьяной Черновой) поехали в хореографическую школу Ташкента на просмотр местных балерин. Юнгвальд-Хилькевич вспоминал, что некоторое время не решался её снимать, предчувствуя возможный «служебный роман» с последующей угрозой существующему браку…[8] В 1995 году Надира Мирзаева и Георгий Юнгвальд-Хилькевич официально поженились.

### Места съёмок
- Фильм снимался летом 1987 года в Италии, Одессе, Гурзуфе, Алуште, Алупке, Ливадии, Ленинграде, Риге, Таллине, Париже, Марселе и Бухаре.
- Основная работа над фильмом велась в павильонах Одесской киностудии (декорации трактира Кадрусса, камера и коридоры тюрьмы).
- Сцена маскарада в Риме снята на колоннаде Казанского собора в Ленинграде.
- Посещение замка в Отейле — Царское село — Екатерининский сад и дворец. Также ряд сцен в третьей серии картины снят в Екатерининском дворце г. Пушкин. В частности, сцена встречи Мерседес и Монте-Кристо (Большой зал). Комната с картинами, мелькающая впоследствии, также принадлежит этому дворцу.
- Роль корабля «Фараон» исполнил бриг «Триумф».[9]
- Сцена самого побега Монте-Кристо из тюрьмы снималась в Крыму недалеко от Гурзуфа[10][11][12].
- Сцена убийства Али-Тебелина, янинского паши Фернаном Мондего снималась в Итальянском дворике Ливадийского дворца.